# Метежево
Метежево (на македонска литературна норма: Метежево) е село в Северна Македония, в община Крива паланка.

## География
Селото е разположено между планините Герман от юг и Чупина от север, северно от общинския център Крива паланка.

## История
В края на XIX век Метежево е българско село в Кривопаланска каза на Османската империя. Според статистиката на Васил Кънчов („Македония. Етнография и статистика“) от 1900 година Метежево е населявано от 420 жители българи християни.
Цялото християнско население на селото е под върховенството на Българската екзархия. По данни на секретаря на екзархията Димитър Мишев („La Macédoine et sa Population Chrétienne“) в 1905 година в Метежево има 408 българи екзархисти. Според секретен доклад на българското консулство в Скопие всичките 55 къщи в Метирево през август 1906 година под натиска на сръбската пропаганда в Македония признават Цариградската патриаршия.
По време на Първата световна война Метежево е включено в Градецка община и има 450 жители.
Според преброяването от 2002 година селото има 50 жители, всички северномакедонци.

## Личности
Родени в Градец
- Арсо Стоянов Величков, кметски наместник в периода на българското управление 1941-1944 година[6][7]